# パオロ・マルティン

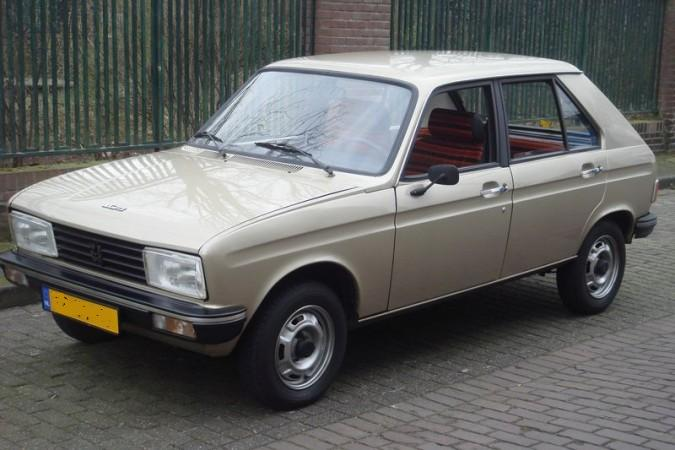
プジョー104

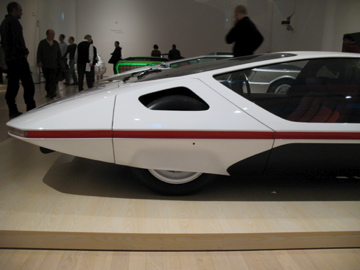
フェラーリモデューロ

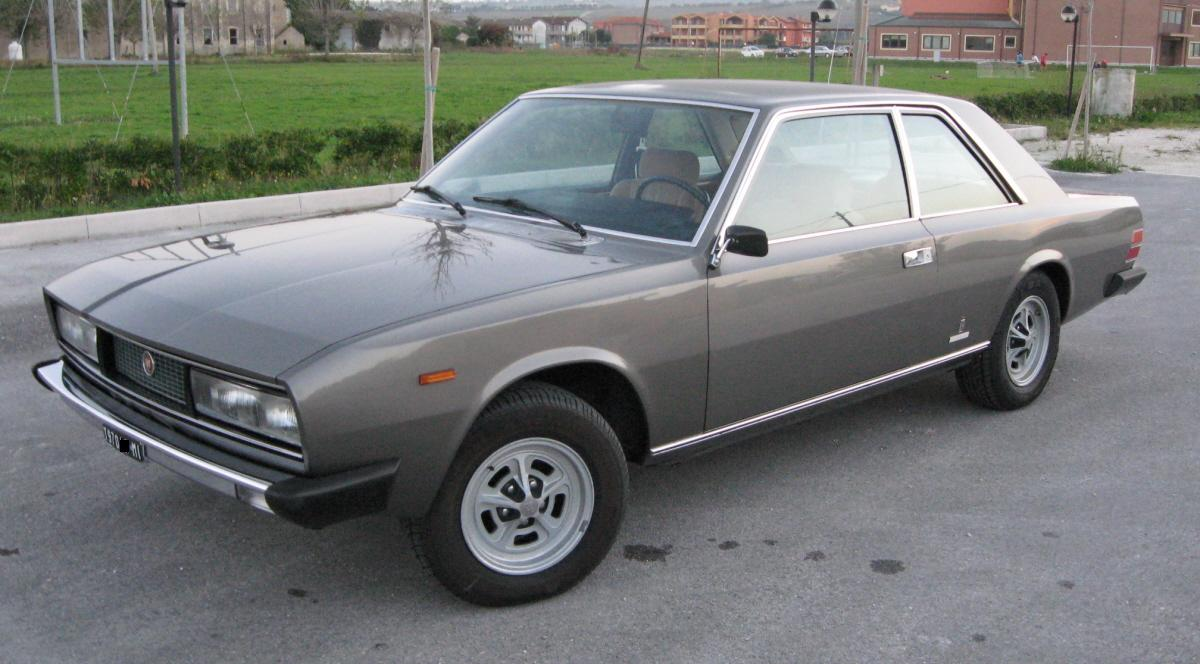
フィアット130クーペ

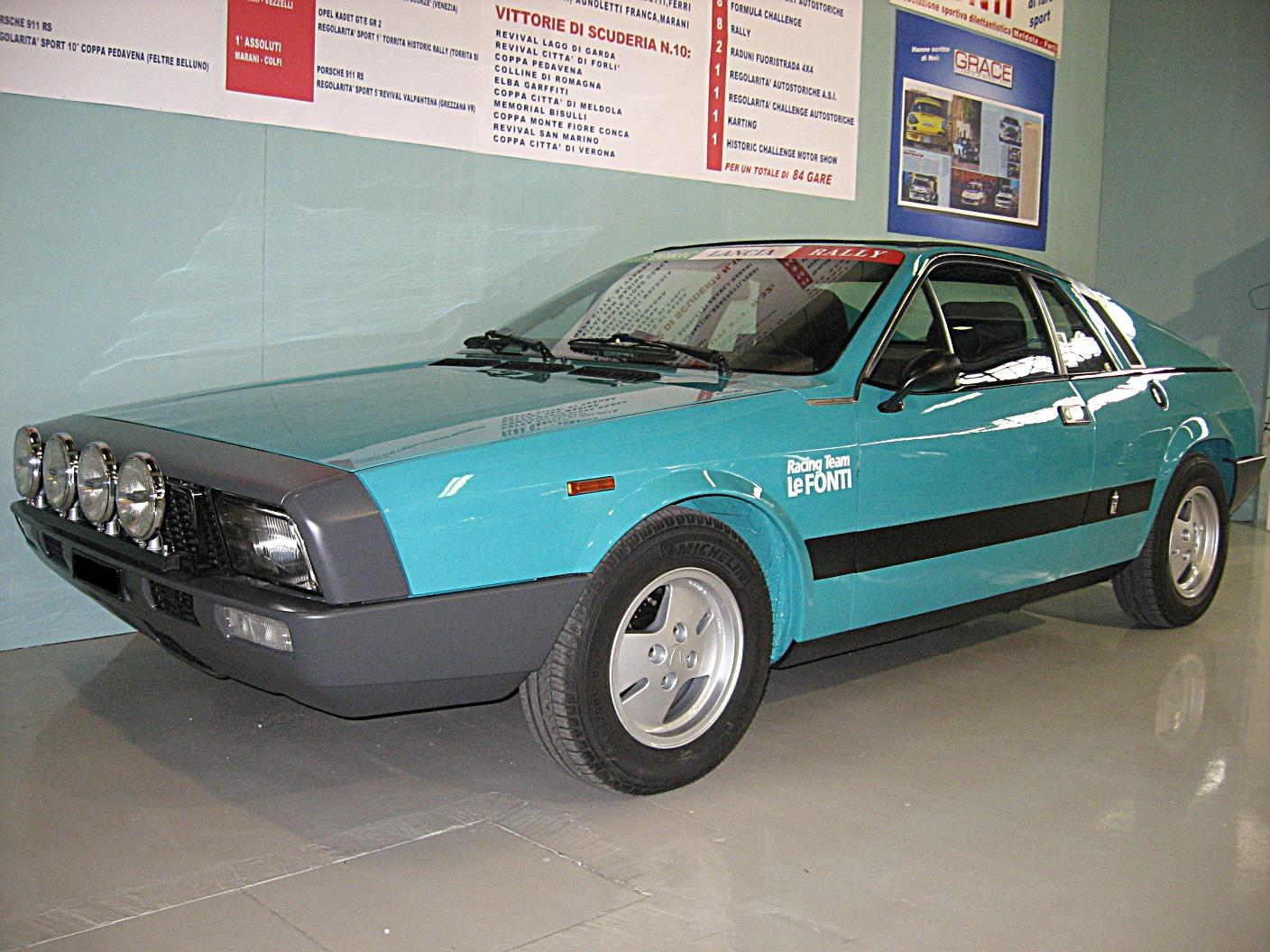
ランチアベータモンテカルロ

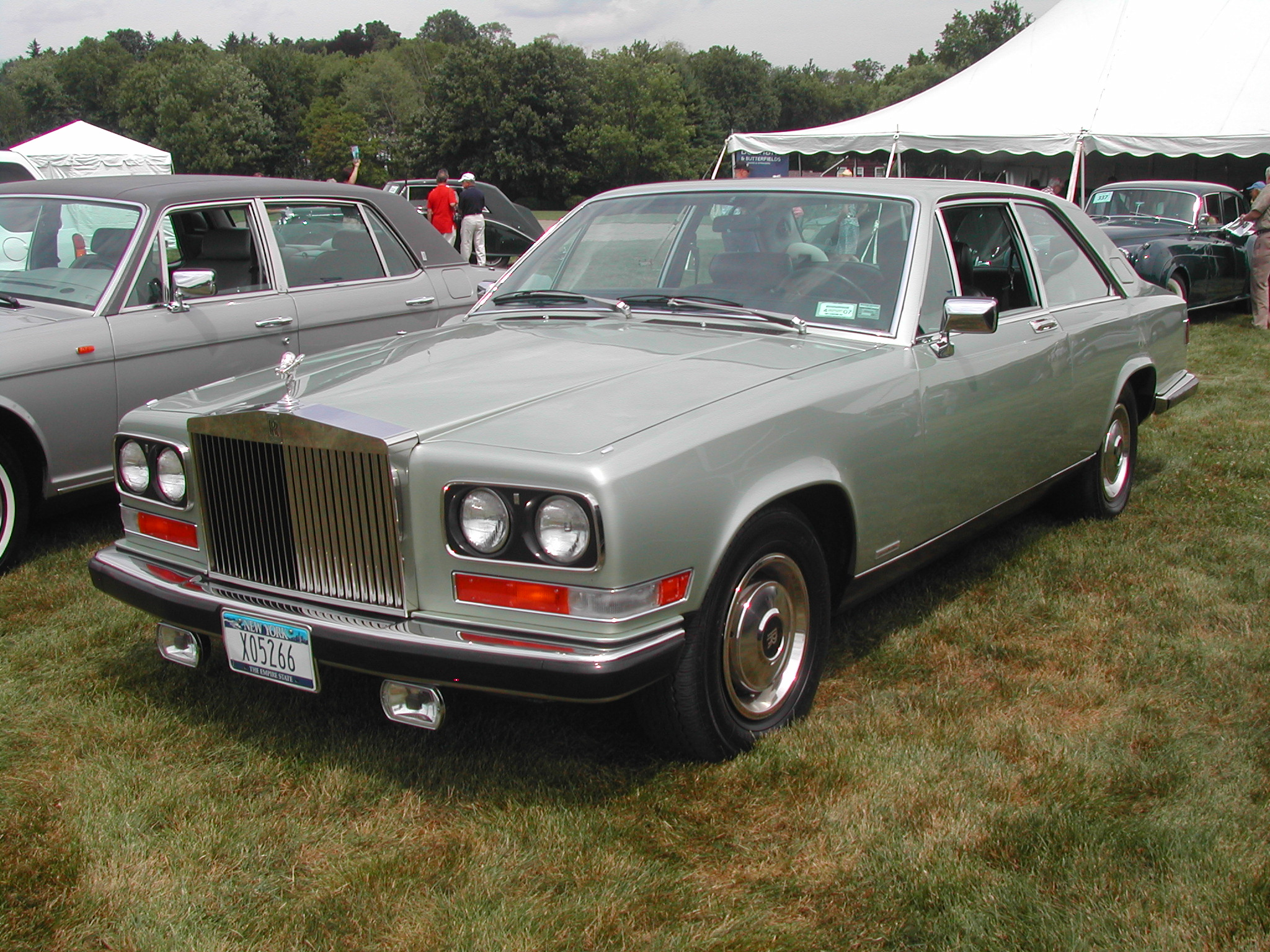
1982年ロールスロイスカマルグ

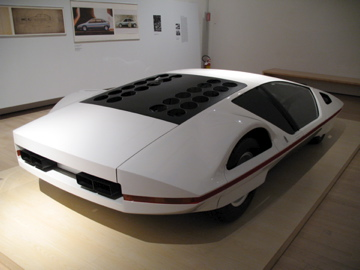
ピニンファリーナフェラーリモデューロ

パオロ・マルティン（Paolo Martin 、1943年5月7日 - ）はイタリア・トリノ出身のカーデザイナーである。
スタジオ・テクニコ・ミケロッティ、カロッツェリア・ベルトーネ、ピニンファリーナ、デ・トマソ/ギアでのキャリアで広く知られているほか、フェラーリ・ディノ・ベルリネッタ・コンペティツィオーネ、 フェラーリ・モデューロのコンセプト、フィアット130クーペ、ロールスロイスカマルグなども手がけた。

## 経歴
1943年生まれ、1961年にジョヴァンニ・ミケロッティのスタジオにモデラーとして入社。一時ベルトーネに在籍した後、1967年にはピニンファリーナに移籍し、24歳でカロッツェリアのデザイン部門を率いることとなった。
1973年から1976年まではデ・トマソグループのモト・グッツィやベネリ等のオートバイのデザインに携わった。1976年以降はフリーとなり、活動範囲をオフィスや住宅、ボートなどの工業デザインに広げている。
現在も自身のスタジオを経営し、そのホームページによると自動車メーカーではフィアット・日産自動車・BMW・スバルがクライアントであるとしている。
マーティンの仕事には、オートバイとボートのデザインのほか、スタッツ、ブガッティ、フェラーリ、プジョー、アルファロメオ、トライアンフの自動車プロジェクトがある。 1976年以来、彼はトリノを拠点とする独立した設計コンサルタント会社を率いており、クライアントにはフィアット、日産、BMW、スバル、ピアジオ、モトグッツィ、ジレラ、フェレッティクラフト、タバコ、マグナムマリン、ダッソーなど 。
その後クロアチアのザグレブで開催されたAuto2011 DesignConferenceに参加した 

## 主な作品

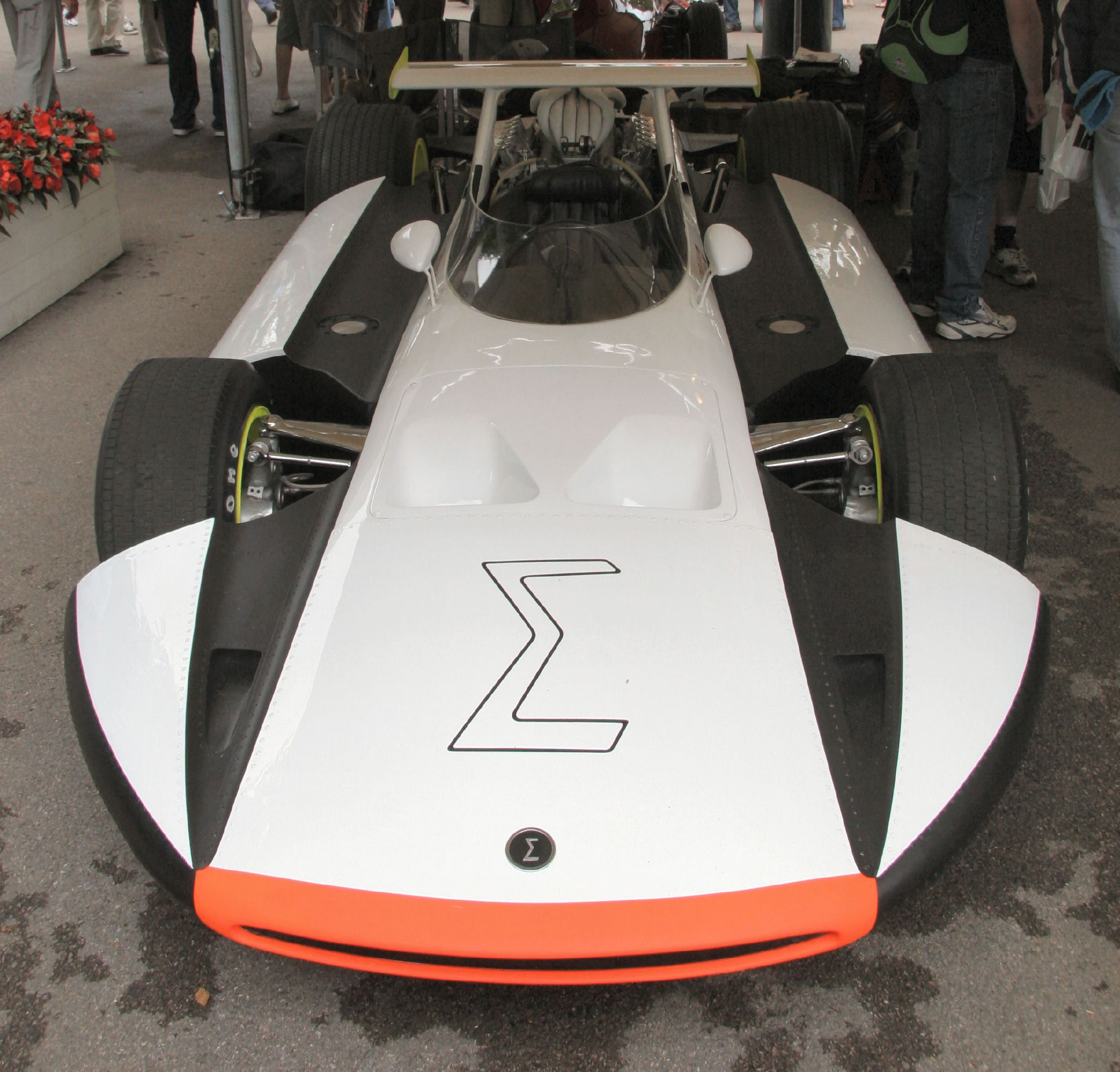
シグマF1カー

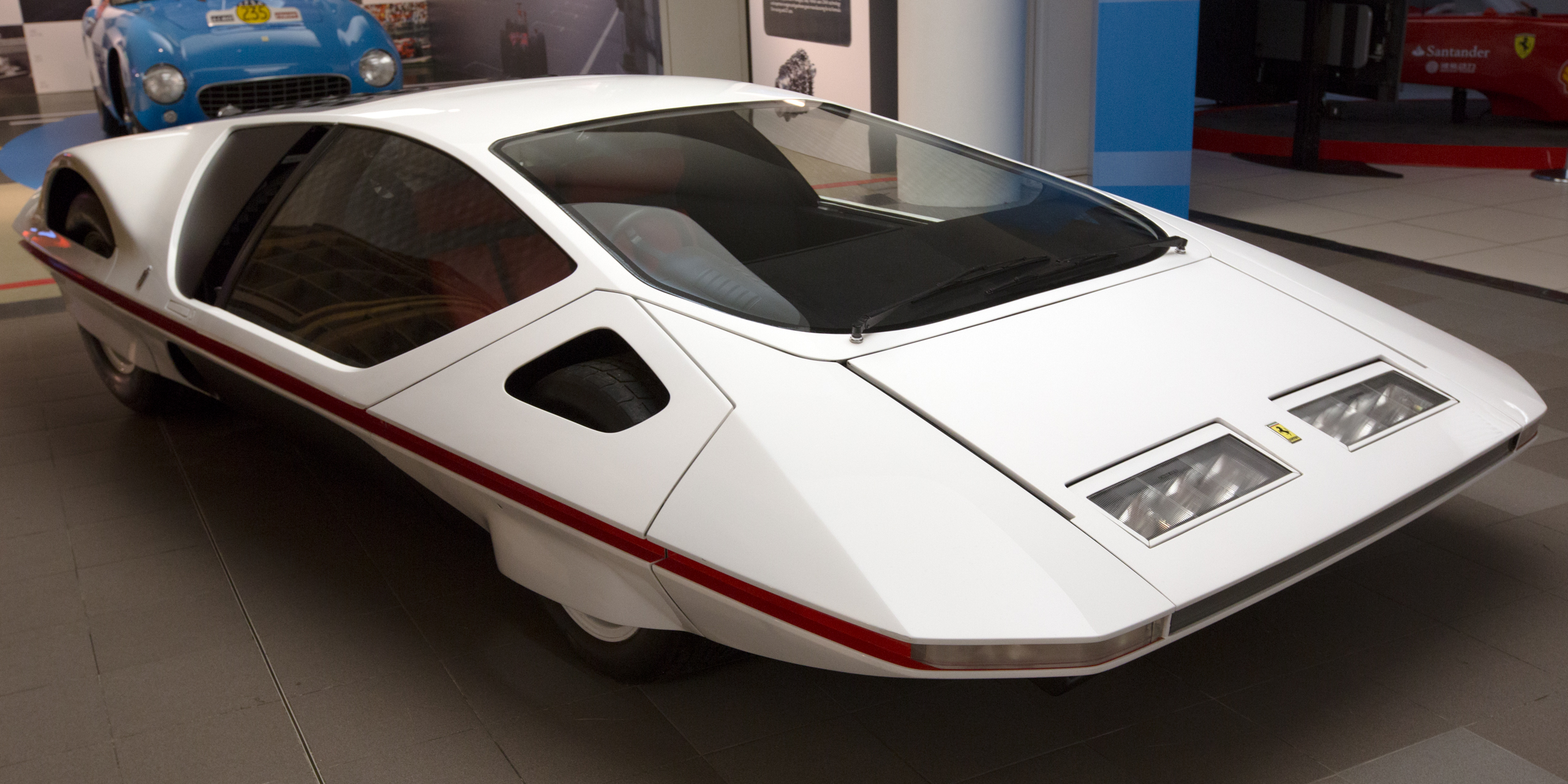
フェラーリ・512モデューロ

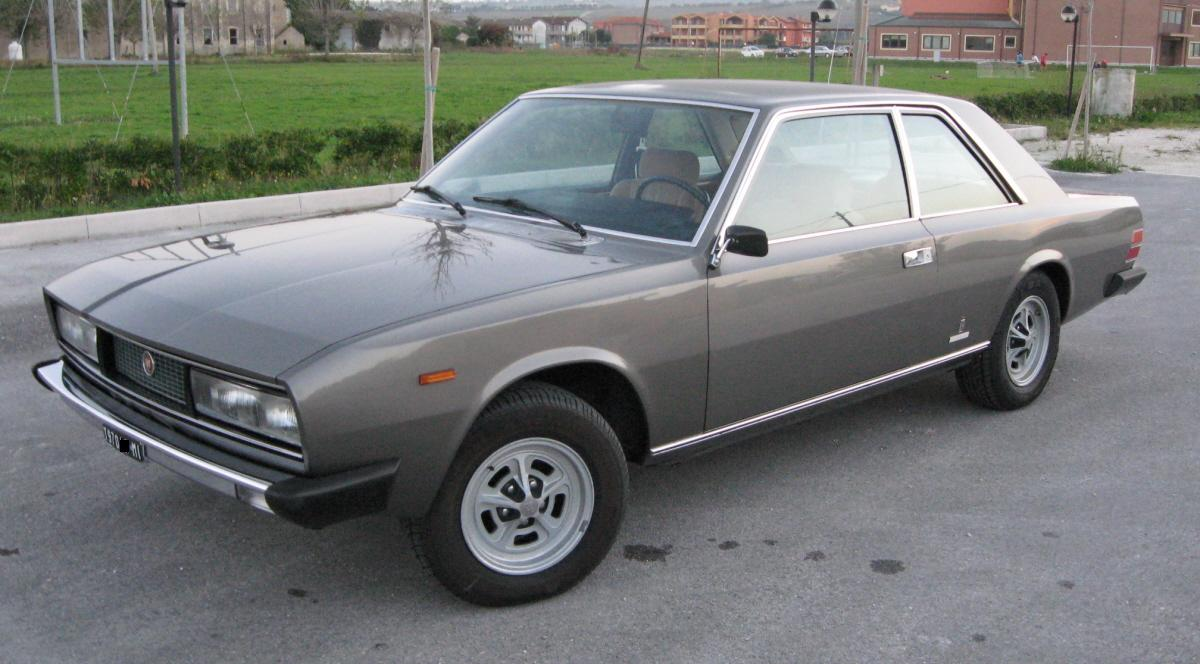
フィアット・130クーペ

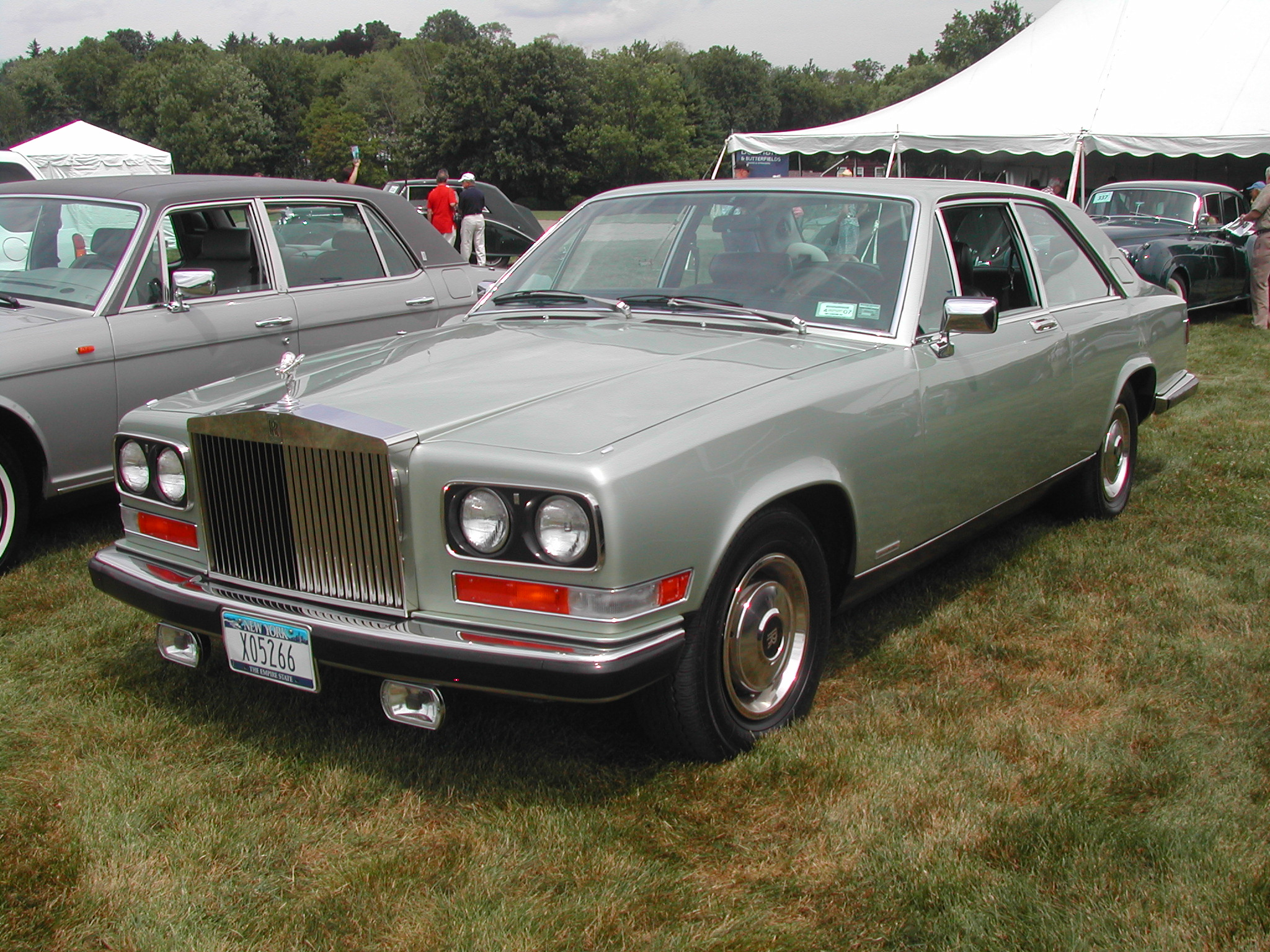
ロールス・ロイス・カマルグ

自動車デザイナーとしての主要作品はピニンファリーナ在籍時代に集中しているが、その後もプロトタイプの発表などの活動は行っている。
- BMC・ADO16・BMC・ADO17プロトタイプ（1967年） - 斬新な6ライトのファストバック4ドアセダンの提案。その後のオースチンやモーリスの新型車にはこの提案は全く生かされなかったが、ロベール・オプロンのデザインとされるシトロエン・GS（1970年）/CX（1974年）、デビッド・ベイチュのローバー・SD1（1976年）などに強い影響を与えた。
- ディーノ・206Cコンペティツィオーネ（1967年） - 日本では劇画「サーキットの狼」に登場して有名なプロトタイプ
- アルファロメオ33ロードスター（1968年）
- ピニンファリーナ・シグマ1　F1コンセプトカー（1970年） - 当時頻発したF1ドライバーの事故死に対し、「安全なレーシングカー」を作ろうとしたプロトタイプ。元レーシングドライバーで自動車評論家のポール・フレールもプロジェクトに参加した。
- フェラーリ・モデューロ（1970年）
- フィアット・130クーペ（1971年）
- NSU・Ro802ポルテ+2（1971年）
- プジョー・104（1972年）
- ロールス・ロイス・カマルグ（1975年） - 退社後の発売だが自身のホームページでは自作としている。
- ランチア・ベータ・モンテカルロ（1975年） - 同上

### シリーズプロダクションデザイン
- フィアット130クーペ[5] [6]
- ロールスロイスカマルグ [7] [8]
- プジョー104 [9]
- トライアンフ・スピットファイア（ジョヴァンニ・ミケロッティと）
- ランチアベータモンテカルロ（ピニンファリーナ）
- Stutz Motor CompanyIV -PorteおよびStutzRoyale

### コンセプトデザイン
彼のコンセプトデザインの仕事は次のとおりです。
- ディノベルリネッタコンペティツィオーネ（1967） [10]
- BMC 1800 （1967）
- フィアット・ディーノ・パリジ（1967）
- アルファロメオP33ロードスター1968、 [11]
- フィアット・ディーノ・ジネヴラ（1968）
- BLMC 1100（1968）
- フィアット128ティーンエイジャー（1969）
- フェラーリシグマ（1969）
- フェラーリモデューロ[5] （1970）
- アルファロメオP33クネオ（1971） [12] [13]
- NSU Ro80ピニンファリーナ（1971）
- フォードフィエスタブルーカー（1971年、ギア）
- フィアットゴビ（1984年、マッジョーラ） [14]
- フィアットハレー（1985年、マッジョーラ） [15]
- 日産ハリケーンリチウムイオン（1986） [16]
- フィアットフリーリーサビオ（1987年、カロッツェリアサビオ） [17]
- フィアットトポリーノコンセプト（2008、 [18] for Ruoteclassicheイタリアの雑誌）
- シトロエン2CVコンセプト（2008）。 [19]